# HMS Leopard (1790)
HMS „Leopard” – 50-działowy okręt liniowy 4 rangi typu Portland należący do Royal Navy. Służył podczas wojen rewolucji francuskiej, wojen napoleońskich oraz wojny brytyjsko-amerykańskiej.

## Budowa
Okręt został zamówiony 16 października 1775 roku, ochrzczony 13 listopada, zaś stępkę położono w Portsmouth Dockyard w styczniu 1776 roku. Konstrukcja zaczęła się dopiero 10 lat później, po ponownym zamówieniu złożonym w maju 1785 roku, w stoczni w Sheerness. Nadzorem nad pracami zajmował się do grudnia 1785 roku mistrz szkutnicki Martin Ware, następnie do marca 1786 John Nelson, po którym funkcję tę przejął William Rule. „Leopard” został wodowany 24 kwietnia 1790 roku, w pełni wyposażony do 26 maja, zaś do służby wszedł w czerwcu; pierwszym dowódcą został komandor John Blankett.

## Służba
Ponieważ jednostka brała udział w kampanii egipskiej (od 8 marca do 8 września 1801 roku) jej oficerowie i załoga kwalifikowali się do odznaczenia Medalem Służby Ogólnej Morskiej z klamrą „Egipt”.

### Incydent „Chesapeake”-„Leopard”
W początkach 1807 roku grupa brytyjskich marynarzy, z których część urodziła się w Ameryce, zdezerterowała ze swoich statków blokujących francuskie jednostki w Zatoce Chesapeake dołączając do załogi USS „Chesapeake”. Starając się odzyskać zbiegów komandor Salusbury Pryce Humphreys, dowodzący wówczas „Leopardem”, wezwał „Chesapeake” do możliwości przeszukania ładowni. Komodor James Barron odmówił, w efekcie czego brytyjski okręt otworzył ogień. Jednostka amerykańska, nieprzygotowana do bitwy, poddała się, zaś Humphreys wysłał na jej pokład grupę abordażową, celem znalezienia zbiegów. Grupa pojmała i wyprowadziła czterech ludzi – trzech Amerykanów i jednego Brytyjczyka – których następnie przewieziono do Halifaxu; Jenkin Ratford, jedyny Brytyjczyk, został skazany i powieszony. Amerykanów skazano na 500 batów, jednak później wyrok złagodzono.
Incydent wywołał spore reperkusje polityczne i przyczynił się do wybuchu późniejszej wojny.

## Los
W 1812 roku „Leoparda” pozbawiono uzbrojenia i zamieniono na transportowiec wojskowy. 28 czerwca 1814 roku płynący z Wielkiej Brytanii do Quebecu i wiozący kontyngent 475 Królewskich Szkotów okręt wpadł na mieliznę u brzegu Anticosti w warunkach gęstej mgły. Choć jednostka została zniszczona wszystkim udało się przeżyć.

## „Leopard”' w literaturze popularnej
W powieści Patricka O’Briana „Zapomniana wyspa” należącej do cyklu o przygodach Jacka Aubreya i Stephena Maturina Jack Aubrey dowodzi „Leopardem” na trasie pomiędzy Adriatykiem, a Oceanem Indyjskim; w trakcie rejsu „Leopard” zatapia fikcyjny holenderski okręt liniowy „Waakzaamheid” i zderza się z górą lodową.